# Meligethes anthracinus
Meligethes anthracinus är en skalbaggsart som beskrevs av Brisout de Barneville 1863. Meligethes anthracinus ingår i släktet Meligethes, och familjen glansbaggar. Arten har ej påträffats i Sverige.